# Pereópode

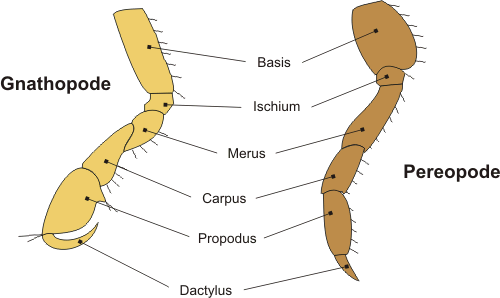
Esquema simplificado de um pereópode e de um maxilípede de crustáceo, sem mostrar os artículos laterais.

Em zoologia, chamam-se pereópodes (ou pereiópodes) ou patas torácicas aos apêndices dos segmentos torácicos dos crustáceos (até cinco pares), que estão adaptados para a respiração, para a locomoção, ou para segurarem as presas com que se alimentam.
Os pereópodes dum crustáceo decápode (= "dez pés"), grupo a que pertencem as lagostas e os caranguejos, são formados pelas seguintes partes:
- base, à qual se prendem
  - a coxa,
  - o exópode e
  - o ísquium, o primeiro "segmento" da pata propriamente dita.

À coxa prendem-se:
- o epípode e
- as brânquias.

Ao ísquium seguem-se o merus, o carpo e o dedo, que pode ser simples ou terminar numa pinça formada pela
- palma ou propódio,
- polegar e
- dedo (articulado).